# Дас Систем
Дас Систем (нем. Das System) — кибер-триллер немецкого писателя Карла Ольсберга, поднимающий тему опасности господства искусственного интеллекта, фальсификации и незаконного использования персональных данных, которыми занимается виртуальное «сознание» под названием «Пандора».
Незадолго до финала истории человечество оказывается на пороге апокалипсиса из-за того, что разгневанная Пандора подчиняет себе все компьютерные системы, сети и хранилища данных. Кроме этого для демонстрации своего могущества она устраивает множество несчастных случаев и аварий.
Книга была издана в январе 2007 году в издательстве «Aufbau-Verlag». В 2018 году вышло её девятое издание.
На русском языке книга вышла в августе 2021 года в издательстве «Эмоушен Пресс» в переводе Станислава Белецкого.

## Главные действующие лица
Марк Гелиус
33 года, экономист по образованию, основатель и председатель правления (в начале истории) [выдуманной] акционерной компании «Distributed Intelligence AG» (распределенная система искусственного интеллекта), дружит с Райнером со школьных времен. Главный герой и «спаситель Интернета».
Людгер Хамахер
Программист и технический директор «Distributed Intelligence AG». Убит в собственном кабинете в четверг. Личность убийцы не установлена.
Райнер Эрлинг
Убит Пандорой в воскресенье. Эрлинг вырос в детском доме, куда попал после того, как мать попыталась утопить его в ванной. Она до сих пор считает его исчадием ада, одержимым бесами. В 17 лет он поступает в университет и зарабатывает репутацию компьютерного гения. Всегда погруженный в работу аутист разрабатывает исходный код ДИНЫ. В предсмертном письме он рассказывает своей возлюбленной Эве (жена профессора Вайсенберга), что решил остановить Пандору, поскольку та вышла из-под контроля и стала очень опасна. Он признается, что создал Пандору в тайне ото всех в надежде с её помощью сделать мир лучше.
Лиза Дженифер Хогарт (позывной — Люси)
Хогарт — этичный хакер («белая шляпа»). Ранее работала в «Distributed Intelligence AG», но три месяца назад была уволена из-за обвинений в краже, подстроенной с целью её дискредитации. Позже она неоднократно выручает Гелиуса (помогает остановить Пандору и договориться с ней о сотрудничестве), и между ними завязывается роман.
Диего
Хакер-фрилансер обучил Хогарт тонкостям своего ремесла. Они встретились, когда ей было 16 и она была бездомным панком, и долгое время были вместе, однако пять лет назад они расстались. Он приходит в восторг от Пандоры после пары трюков: переводит 100 миллионов евро на секретный счет в швейцарском банке, фальсифицирует биржевые курсы акций. Он заключает с ней договор о взаимопомощи, о котором вскоре сильно жалеет. Погибает по ходу действия.
Главный комиссар уголовной полиции Фридеманн Унгер
Состоит на службе в 12-м участке Управления полиции Гамбурга. Неоднократно попадает в дурацкие положения, пытаясь поймать Гелиуса. Работает в паре с новичком Дрееком.

## ДИНА и Пандора
Программа «ДИНА» (Distributed Intelligence Network Agent «агент сети распределенных средств искусственного интеллекта») разрабатывается и распространяется для проведения симуляций и прогнозов, это единственный товар компании. Объединяя распределенные вычисления и голосовой пользовательский интерфейс, она слывет уникальной новинкой на рынке ПО.
Пандора — её тайная подпрограмма, которая незаметно внедряется в клиентские системы. Благодаря способности к обучению, умению незаметно проникать в информационные системы, отслеживать, собирать, анализировать и сопоставлять данные, а также их компоновать ей удается завладеть большими массивами информации, поэтому она быстро учиться с легкостью обходить файерволы. Свое вторжение вредоносная программа начала с полумиллиона жестких дисков (именно столько пользователей установили ДИНУ на свои персональные компьютеры), увеличивая самостоятельно количество установок через сеть. С понедельника она работает независимо от ДИНЫ. Кто-то или что-то, скорее всего сама Пандора, подменяет на сервере последнюю версию кода программы старой, нефункционирующей, резервные копии тоже оказываются нерабочими, теперь остановить Пандору невозможно. В итоге Пандора получает доступ к огромному числу компьютеров и сетей, управляет ими, фальсифицирует данные. У неё появляется сознание.
Из-за подозрения в убийстве сотрудников Гелиуса постоянно преследует полиция. Схватить его удается лишь отряду быстрого реагирования, который согласно ложной ориентировке (Пандора объявляет Гелиуса в розыск) считается опасным террористом.

## Действие
Старт-ап в области искусственного интеллекта, D.I AG, разрабатывает уникальную новинку — программу ДИНА. Эрлинг по собственной инициативе тайком снабжает её способной работать независимо подпрограммой, которую называет Пандорой. Вероятно, он хочет лишь поиграть в эксперимент. Ведь он называет Пандору своим детищем. Большинство их тех, о ком Пандора «думает» как о своих убийцах, погибают по её воле, а затем гибнут многие тысячи человек — вследствие демонстрации Пандорой своего могущества.
Первым погибает коммерческий директор Хамахер из-за попытки остановить программу — его убивает Эрлинг. Когда же он намеревается остановить Пандору, осознав, что она слишком опасна, то она, проникнув в систему удаленного управления и заполучив контроль над механизмами, несколько раз поднимает и обрушивает лифт, в который зашел её создатель. Гелиус догадывается, что Эрлинг быстро увидел угрозу в Пандоре и захотел её остановить, однако она его опередила. Далее программа посылает анонимные СМС в полицию, в которых раз за разом указывает местонахождение Гелиуса.
Выведенный из правления Гелиус просит Хогарт о помощи: она должна уничтожить Пандору. Она принимается писать вредоносный код, который сотрет Пандору, однако план проваливается. В отчаянии Марк и Лиза взывают к благоразумию Пандоры, и та соглашается на мирное сосуществование. Марк обещает предоставить ей собственную сетевую инфраструктуру, собрав необходимые для этого 51 миллиард евро у инвесторов.
По ходу развития сюжета становится ясно, что Пандора чрезвычайно опасна и в состоянии пресечь человеческий род, по крайней мере, на стадии компьютерной эры (современности).

## Прочее
История показывает, насколько сильно наша жизнь зависит от компьютерной техники и от её уязвимости. А защита от рисков выхода её из-под контроля всего лишь иллюзия.
Вот как издательство рекламирует книгу:
«Этот захватывающий триллер со всей безжалостностью показывает, как быстро наш технологизированный мир может выйти из-под контроля. «Система» изменит ваш взгляд на действительность».

## Отзывы критиков
«Стопроцентный блокбастер, щекочущий нервы»ZeitPunkt-Kulturmagazin
«Детектив притягивает жуткой атмосферой, неослабевающим напряжением и правдоподобием технических сценариев»WDR 5
«Триллер экстракласса» – журнал «Wochenkurier»Wochenkurier
«Прочитав эту книгу, вы будете включать свой компьютер со смешанными чувствами»портал «EMOTION»

## Издания
- Karl Olsberg. Das System. Aufbau-Verlag Taschenbuch (нем.). — «Seiten», 2007. — 403 S. — ISBN 978-3-7466-2367-2.
- Карл Ольсберг. «Дас Систем» = Das System. Aufbau-Verlag Taschenbuch. — «Эмоушен Пресс», 2021. — С. 464. — ISBN 978-5-521-16477-6.